# 丹頂鶴自然公園 (鶴田町)
丹頂鶴自然公園（たんちょうづるしぜんこうえん）とは青森県鶴田町にあるタンチョウ専用の飼育施設である。日本の天然記念物であるタンチョウ（丹頂鶴、学名：Grus japonensis）を展示飼育する施設として、人造湖津軽富士見湖の湖畔に立地し、富士見湖パークや鶴の舞橋、鶴の里ふるさと館などが近接する。
鶴田町は、江戸時代、数多くの鶴が飛来したのが地名の由来と言われる。ある時、鶴田町長は鶴の飼育を決意するが、タンチョウは日本の特別天然記念物であるため断念し、代わりに、北海道鶴居村より鶴凧を得て、鶴凧揚げにてまちおこしをする。
さらに1992年に「生きた丹頂鶴誘致」の声が高まったことをうけ、町長は通産省など関係省庁を行脚し、中国の人工ふ化のタンチョウなら規制の対象外だと情報を得、中国当局と交渉。
これにより、1993年に中国黒龍江省チチハル市より人工ふ化の2羽を譲渡を得た。
鶴田町は釧路市動物園に担当職員を派遣して指導を受け、飼育を行った。
さらに、1997年、ロシア連邦アムール州ヒンガンスキー自然保護区よりつがいを譲渡されたり、あるいは、多摩動物公園からも借り受けを受け、飼育頭数を増やした。
公園ではタンチョウの繁殖にも成功し、2012年5月27日現在で、計11羽を飼育し、雌雄がそれぞれ5羽、ヒナが1羽である。ヒナの性別は血液検査で確認する。